# Festival de Cannes 2025
A 78.ª edição anual do Festival de Cannes aconteceu do dia 13 ao dia 24 de maio de 2025. A atriz francesa Juliette Binoche foi a escolhida para presidir o júri da competição oficial. O cineasta iraniano Jafar Panahi foi o vencedor da Palma de Ouro, prêmio mais importante do festival, com o filme Un Simple Accident. 
Nessa edição do festival, o filme brasileiro O Agente Secreto recebeu duas láureas, algo raro: Kleber Mendonça Filho venceu o Prêmio de Melhor Diretor; e Wagner Moura foi agraciado com o Prêmio de interpretação masculina.

## Festival
Os dois pôsteres oficias do evento foram feitos por Hartland Villa, e ambos contém a atriz Anouk Aimée e o ator Jean-Louis Trintignant, juntos no filme francês Um Homem, Uma Mulher (1966), filme dirigido por Claude Lelouch que foi o vencedor da 19ª edição da Palma de Ouro. O ator francês Laurent Lafitte foi o anfitrião da cerimônia de abertura encerramento do festival.
Durante o festival, duas Palmas de Ouro Honorárias foram entregues: a primeira para o ator Robert De Niro na cerimônia de abertura do festival, e a segunda foi entregue à Denzel Washington antes da exibição do filme Highest 2 Lowest, filme dirigido por Spike Lee e estrelado pelo próprio Washington.
No dia de encerramento do festival, 24 de maio de 2025, uma queda de energia causada por incêndios criminosos acabou atrapalhando a programação.

## Seleção oficial

### Em competição
Os seguintes filmes foram selecionados para a competir pela Palma de Ouro:
| Titulo em inglês           | Titulo original            | Diretor                      | Países de produção                                          |
| -------------------------- | -------------------------- | ---------------------------- | ----------------------------------------------------------- |
| Sirât                      | Sirât                      | Oliver Laxe                  | Espanha/ França                                             |
| Alpha                      | Alpha                      | Julia Ducournau              | França/ Bélgica                                             |
| The Eagles of the Republic | The Eagles of the Republic | Tarik Saleh                  | Suécia/ França/ Dinamarca/ Finlândia                        |
| Eddington                  | Eddington                  | Ari Aster                    | Estados Unidos                                              |
| Case 137                   | Dossier 137                | Dominik Moll                 | França                                                      |
| Fuori                      | Fuori                      | Mario Martone                | Itália/ França                                              |
| The History of Sound       | The History of Sound       | Olivier Hermanus             | Reino Unido/ Estados Unidos                                 |
| It Was Just An Accident    | یک تصادف ساده              | Jafar Panahi                 | Irão / França/ Luxemburgo                                   |
| The Mastermind             | The Mastermind             | Kelly Reichardt              | Estados Unidos/ Reino Unido                                 |
| Nouvelle Vague             | Nouvelle Vague             | Richard Linklater            | França                                                      |
| The Phoenician Scheme      | The Phoenician Scheme      | Wes Anderson                 | Estados Unidos/ Alemanha                                    |
| The Secret Agent           | O Agente Secreto           | Kleber Mendonça Filho        | Brasil/ França/ Alemanha/ Países Baixos                     |
| Renoir                     | ルノワール                 | Chie Hayakawa                | Japão/ Austrália/ França/ Singapura/ Filipinas/ Indonésia   |
| Romeria                    | Romeria                    | Carla Simon                  | Espanha/ Bélgica/ Alemanha                                  |
| Sentimental Value          | Affeksjonsverdi            | Joachim Trier                | Noruega/ França/ Alemanha/ Dinamarca Suécia/ Reino Unido    |
| Sound of Falling           | In die Sonne schauen       | Mascha Schilinski            | Alemanha                                                    |
| Two Prosecutors            | Два прокурора              | Sergei Loznitsa              | Letónia/ França/ Alemanha/ Países Baixos/ Roménia/ Lituânia |
| The Little Sister          | La Petite Dernière         | Hafsia Herzi                 | França/ Alemanha                                            |
| Young Mothers              | Jeunes mères               | Luc and Jean-Pierre Dardenne | Bélgica/ França                                             |
| Die, My Love               | Die, My Love               | Lynne Ramsay                 | Estados Unidos                                              |
| Woman and Child            | زن و بچه                   | Saeed Roustaee               | Irão/ França/ Alemanha                                      |
| Resurrection               | 狂野时代                   | Bi Gan                       | China/ França                                               |

### Fora de competição
Os seguintes filmes foram selecionados para exibição fora da competição:
| Titulo em inglês                          | Titulo original                           | Diretor               | País de produção            |
| ----------------------------------------- | ----------------------------------------- | --------------------- | --------------------------- |
| 13 Hours, 13 Days                         | 13 Jours, 13 Nuits                        | Martin Bourboulon     | Bélgica/ França             |
| Colours of Time                           | La Venue de l'avenir                      | Cédric Klapisch       | França                      |
| Highest 2 Lowest                          | Highest 2 Lowest                          | Spike Lee             | Estados Unidos/ Japão       |
| Leave One Day (filme de abertura)         | Partir un jour                            | Amélie Bonnin         | França                      |
| Mission: Impossible – The Final Reckoning | Mission: Impossible – The Final Reckoning | Christopher McQuarrie | Estados Unidos              |
| A Private Life                            | Vie privée                                | Rebecca Zlotowski     | França                      |
| The Richest Woman in the World            | La femme la plus riche du monde           | Thierry Klifa         | França/ Bélgica             |
| Midnight Screenings                       |                                           |                       |                             |
| Exit 8                                    | 8番出口                                   | Genki Kawamura        | Japão                       |
| Honey Don't!                              | Honey Don't!                              | Ethan Coen            | Estados Unidos/ Reino Unido |
| No One Will Know                          | Le Roi Soleil                             | Vincent Maël Cardona  | França                      |
| The Residence                             | Dalloway                                  | Yann Gozlan           | França/ Bélgica             |
| Sons of the Neon Night                    | 風林火山                                  | Juno Mak              | Hong Kong/ China            |

### Un Certain Regard
| English Title                       | Original Title                    | Director(s)                           | Production Country                           |
| ----------------------------------- | --------------------------------- | ------------------------------------- | -------------------------------------------- |
| Aisha Can't Fly Away                | عائشة لم تعد قادرة على الطيران    | Morad Mostafa                         | Egito/ Sudão/ Tunísia/ Arábia Saudita/ Catar |
| Caravan                             | Karavan                           | Zuzana Kirchnerová                    | Chéquia/ Eslováquia/ Itália                  |
| The Chronology of Water             | The Chronology of Water           | Kristen Stewart                       | França/ Letónia/ Reino Unido/ Estados Unidos |
| Eleanor the Great                   | Eleanor the Great                 | Scarlett Johansson                    | Estados Unidos                               |
| The Great Arch                      | L’inconnu de la Grande Arche      | Stéphane Demoustier                   | França                                       |
| Heads or Tails?                     | Testa o croce?                    | Matteo Zoppis e Alessio Rigo de Righi | Itália/ Estados Unidos                       |
| Homebound                           | Homebound                         | Neeraj Ghaywan                        | Índia                                        |
| I Only Rest in the Storm            | O Riso e a Faca                   | Pedro Pinho                           | Portugal/ Brasil/ França/ Roménia            |
| The Last One for the Road           | Le città di pianura               | Francesco Sossai                      | Itália                                       |
| Love Me Tender                      | Love Me Tender                    | Anna Cazenave Cambet                  | França                                       |
| Meteors                             | Météors                           | Hubert Charuel                        | França                                       |
| My Father's Shadow                  | My Father's Shadow                | Akinola Davies Jr.                    | Reino Unido/ Irlanda/ Nigéria                |
| The Mysterious Gaze of the Flamingo | La misteriosa mirada del flamenco | Diego Céspedes                        | Chile/ França/ Alemanha/ Espanha/ Bélgica    |
| Once Upon a Time in Gaza            | Once Upon a Time in Gaza          | Tarzan e Arab Nasser                  | Palestina/ França/ Portugal                  |
| A Pale View of Hills                | 遠い山なみの光                    | Kei Ishikawa                          | Japão/ Reino Unido/ Polónia                  |
| Pillion                             | Pillion                           | Harry Lighton                         | Reino Unido/ Irlanda                         |
| The Plague                          | The Plague                        | Charlie Polinger                      | Roménia/ Estados Unidos                      |
| Promised Sky (Filme de abertura)    | Promis le ciel                    | Erige Sehiri                          | Tunísia/ França/ Países Baixos/ Catar        |
| A Poet                              | Un Poeta                          | Simón Mesa Soto                       | Colômbia/ Alemanha/ Suécia                   |
| Urchin                              | Urchin                            | Harris Dickinson                      | Reino Unido                                  |

## Prêmios oficiais
Com exeção do alemão In die Sonne schauen todos os ganhadores dos principais premios do festival foram produzidos ou coproduzidos pela França:
- Palma de Ouro: Un Simple Accident de Jafar Panahi
- Grande Prêmio: Sentimental Value de Joachim Trier
- Prêmio do Juri:
  - Sirât de Oliver Laxe
  - In die Sonne schauen de Mascha Schilinski
- Melhor Diretor: Kleber Mendonça Filho por O Agente Secreto
- Melhor Atriz: Nadia Melliti por The Little Sister
- Melhor Ator: Wagner Moura por O Agente Secreto
- Melhor Roteiro: Jean-Pierre e Luc Dardenne por Young Mothers
- Prêmio Especial: Resurrection de Bi Gan

### Un Certain Regard
- Prêmio Un Certain Regard: La misteriosa mirada del flamenco de Diego Céspedes
- Prêmio do Juri: A Poet de Simón Mesa Soto
- Melhor Diretor: Tarzan and Arab Nasser por Once Upon a Time in Gaza
- Melhor Ator: Frank Dillane por Urchin
- Melhor Atriz: Cleo Diára por O Riso e a Faca
- Melhor Roteiro: Harry Lighton por Pillion

### Palma de Ouro (Prêmio Honorário)
- Robert De Niro
- Denzel Washington

### Caméra d'Or
- Caméra de Ouro: The President's Cake de Hasan Hadi
  - Menção Especial: My Father's Shadow de Akinola Davies Jr.